# Sor (Sorraia)
Der Sor bzw. Sôr (portugiesisch Ribeira de Sor) ist der rechte (nördliche) Quellfluss des Sorraia. Er fließt in der Region Alentejo Portugals durch die Distrikte Portalegre und Santarém. Der Sor entspringt nördlich der Gemeinde Alpalhão, fließt dann in südwestlicher Richtung und vereinigt sich oberhalb der Gemeinde Couço mit dem Raia zum Sorraia.
Bei Ponte de Sor überquerte die Römerstraße von Emerita Augusta (Mérida) nach Olisipo (Lissabon) den Sor. Ungefähr zehn Kilometer oberhalb von Couço wird der Sor durch die Talsperre Montargil zu einem Stausee aufgestaut.